# Elvira: reina de las tinieblas
Elvira: Mistress of the Dark (videojuego) (Elvira: Reina de las tinieblas, en España) es un Videojuego de rol de Terror desarrollado por  Horror Soft y  publicado por  Accolade en 1990 para  Amiga, Atari ST, Commodore 64 y ordenadores con  MS-DOS basado en la película  Elvira: Mistress of the Dark. Fue el segundo juego publicado de Horror Soft's  después de Personal Nightmare de 1989  y esta protagonizado por la actriz Cassandra Peterson como Elvira.
En  Mistress of the Dark, Elvira está cautiva  por fuerzas oscuras en el castillo de sus antepasados, Lady Emelda. El personaje de jugador debe entrar en el castillo para rescatar a  Elvira y evitar el inminente regreso de la malvada hechicera muerta hace mucho tiempo. El juego fue bien recibido y fue seguido de una segunda parte llamada  Elvira II: The Jaws of Cerberus en  1991 y el sucesor espiritual  Waxworks en 1992.

## Trama
El juego comienza después de los eventos de la película Elvira: Mistress of the Dark. Después de la muerte de su malvado tío Vincent, Elvira ha heredado el castillo de Killbragant y lo ha devuelto a su antigua gloria, planeando convertirlo en una atracción turística para los fans del terror. Sin embargo mientras hacia esto, Elvira ha despertado inadvertidamente a una horda de monstruos seguidores de su lejano antepasado, la malvada y poderosa bruja Emelda. Los monstruos encarcelan a Elvira en el castillo y comienzan los preparativos usándola para el regreso de su amante. Elvira ha pedido al personaje del jugador que la ayude a evitar la resurrección de Emelda. La malvada hechicera murió hace siglos antes de que pudiera hacerse cargo y gobernar el mundo, pero hizo un pacto con el demonio para poder volver a la vida en el futuro. Al comienzo del juego, el jugador es capturado por los secuaces no muertos de la hechicera. Luego es rescatado por Elvira que le pide ayuda para recuperar sus poderes y encontrar una manera de enviar a Emelda de vuelta al infierno antes de que sea demasiado tarde.

## Gameplay

Combat gameplay in Elvira

Elvira es una mezcla de  juego en primera persona, juego de aventuras de apuntar y hacer click. El jugador recorrerá el castillo y sus terrenos enviados por Elvira para encontrar seis llaves especiales con el fin de recuperar una daga mágica con el poder de acabar con Emelda. En el modo de exploración, el jugador podrá atravesar una habitación / pasaje en cuatro ángulos diferentes. En cada ángulo, el jugador puede hacer uso de diez comandos verbales para recoger elementos, interactuar con objetos o usar elementos en objetos. Los puzzles se resuelven usando esos objetos de forma correcta. El jugador puede morir si usa mal los objetos u elementos, o se enfrenta a encuentros hostiles sin esta preparado. 
Cuando te enfrentas a un enemigo, el modo de juego cambia al modo combate. Qué tan bien resuelva el combate el jugador dependerá de varios condiciones. La fuerza aumenta el daño causado, la resiliencia ayuda al jugador a resistir el daño, la destreza aumenta la posibilidad de golpear al oponente, la habilidad ayuda al jugador a hacer un mejor uso de las armas y los escudos y la vida es la cantidad de golpes que puede resistir el protagonista antes de ser asesinado por un enemigo.Mejores espadas y escudos mejoran las habilidades defensivas y de lucha del jugador. Al atacar a un enemigo el jugador debe elegir y cronometrar bien un ataque de hack o slash. Al defenderse de los golpes enemigos, el jugador debe elegir y cronometrar bien un movimiento de bloqueo o parada para evitar recibir daños. Matar a un enemigo aumenta tanto la experiencia como las estadísticas. 

## Recepción
Elvira: Mistress of the dark fue bien recibido por la crítica. Leah Wesolowski de Computer Gaming World en 1991 elogió los gráficos y la música del juego, afirmando que era, "como su homónimo, algo que muchos de nosotros notamos". Scorpia en 1991 y 1993 elogió los gráficos, declarando que no era un videojuego fácil y concluyendo que "definitiamente vale la pena jugarlo". Elvira: Mistress of the Dark  ganó el premio Juego de rol del año en 1991.